# Wu Zhengyi
Wu Zhengyi (chinesisch 吳徵鎰 / 吴征镒, Pinyin Wú Zhēngyì, W.-G. Wu Cheng-i; * 13. Juni 1916 in Jiujiang; † 20. Juni 2013 in Kunming; publizierte unter dem Namen Cheng Yih Wu) war ein chinesischer Botaniker. Er galt als führender taxonomischer Experte für die Flora Chinas und war leitender Herausgeber der vielbändigen Flora of China. Sein botanisches Autorenkürzel lautet „C.Y.Wu“.

## Werdegang
Wu Zhengyi erwarb 1937 einen Bachelor of Science an der Tsinghua-Universität und schloss sein Studium danach unter der Anleitung der Professoren C. Y. Chang und W. C. Wu in Peking ab. Er wurde 1950 zum stellvertretenden Direktor des Beijing Institute of Botany ernannt; im Jahr 1955 wurde er gewähltes Mitglied der Chinesischen Akademie der Wissenschaften (CAS). Ab 1958 war er für mehr als 30 Jahre Direktor des Botanischen Institutes Kunming der CAS.
Seine Autoren- und Herausgebertätigkeit umfasste unter anderem die jeweils mehrbändigen Werke Flora Reipublicae Popularis Sinicae, Flora Xizangica und Flora of China.